# Svampen
Svampen er et vandtårn i bydelen Norr i Örebro. Svampen blev tegnet af arkitekten Sune Lindström. Vandtårnet er 58 meter højt og har kapacitet til 9.000 m3. Det indviedes i maj 1958 og erstattede da Søndre og Nørre Vandtårn.
Oppe i tårnet er en vandudstilling (Aqua Nova) samt café- og konferencefaciliteter. På terrassens vestre kant findes også en model af planeten Neptun, som udgør endepunktet i den 2,5 km lange model Solsystemet i Örebroformat. Svampen har cirka 100.000 besøgere per år. 
En kopi af Svampen (men 33 procent større) findes i Saudiarabiens hovedstad Riyadh. Kopien byggedes efter ønske fra den daværende prins Faisal bin Abdul Aziz.
Svampen blev listet som bygningsminde i 2005.
På Verdens Diabetes Dag den 14. november 2007 belystes Svampen med blåt lys som stod for kampen mod folkesygdommen diabetes.
I 2008 blev Svampen udset til et af Sveriges syv underværker i beton af tidskriftet Betongs læsere.